# 阿尔格农河畔普洛雷克
阿尔格农河畔普洛雷克（法語：Plorec-sur-Arguenon，法語發音：[plɔʁɛk syʁ aʁɡənɔ̃]）是法国阿摩尔滨海省的一个市镇，位于该省东部，属于迪南区。

## 地理
阿尔格农河畔普洛雷克（48°28'47"N, 2°17'50"W）面积13.65 平方千米，位于法国布列塔尼大區阿摩尔滨海省，该省份为法国西北部沿海省份，位于布列塔尼半岛北部，北濒大西洋英吉利海峡，西接菲尼斯泰尔省，南至莫尔比昂省，东临伊勒-维莱讷省。
与阿尔格农河畔普洛雷克接壤的市镇（或旧市镇、城区）包括：布尔瑟勒、瑞贡莱拉克、普莱代利亚克、普莱旺、普吕迪诺。
阿尔格农河畔普洛雷克的时区为UTC+01:00、UTC+02:00（夏令时）。

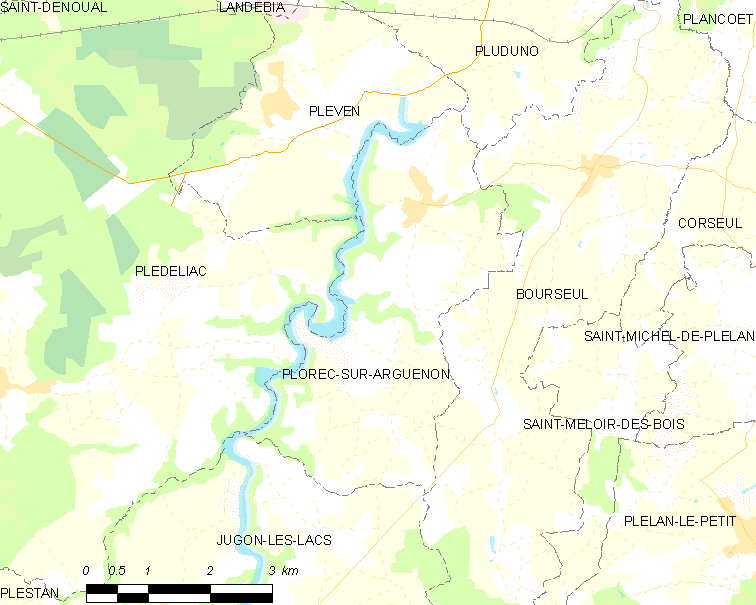
阿尔格农河畔普洛雷克的OSM定位图

## 行政
阿尔格农河畔普洛雷克的邮政编码为22130，INSEE市镇编码为22205。

## 政治
阿尔格农河畔普洛雷克所属的省级选区为普朗科埃特县。

## 人口

1962-2008年间阿尔格农河畔普洛雷克人口变化图示

阿尔格农河畔普洛雷克于2022年1月1日时的人口数量为445人。